# Luigi Pirandello
Luigi Pirandello (Agrigento, 28 giugno 1867 – Roma, 10 dicembre 1936) è stato un drammaturgo, scrittore e poeta italiano, insignito del Premio Nobel per la letteratura nel 1934.
Per la sua produzione, i temi affrontati e l'innovazione del racconto teatrale è considerato tra i più importanti drammaturghi del XX secolo. Tra i suoi lavori spiccano diverse novelle e racconti brevi (in italiano e in siciliano) e circa quaranta drammi, l'ultimo dei quali incompleto.

## Biografia
(Luigi Pirandello)

### La famiglia

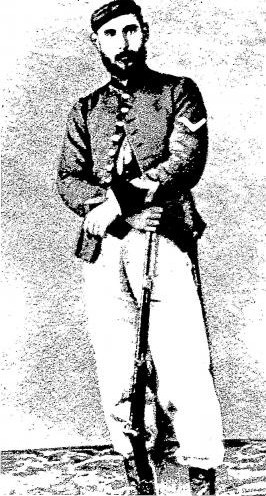
Il padre Stefano Pirandello in divisa garibaldina

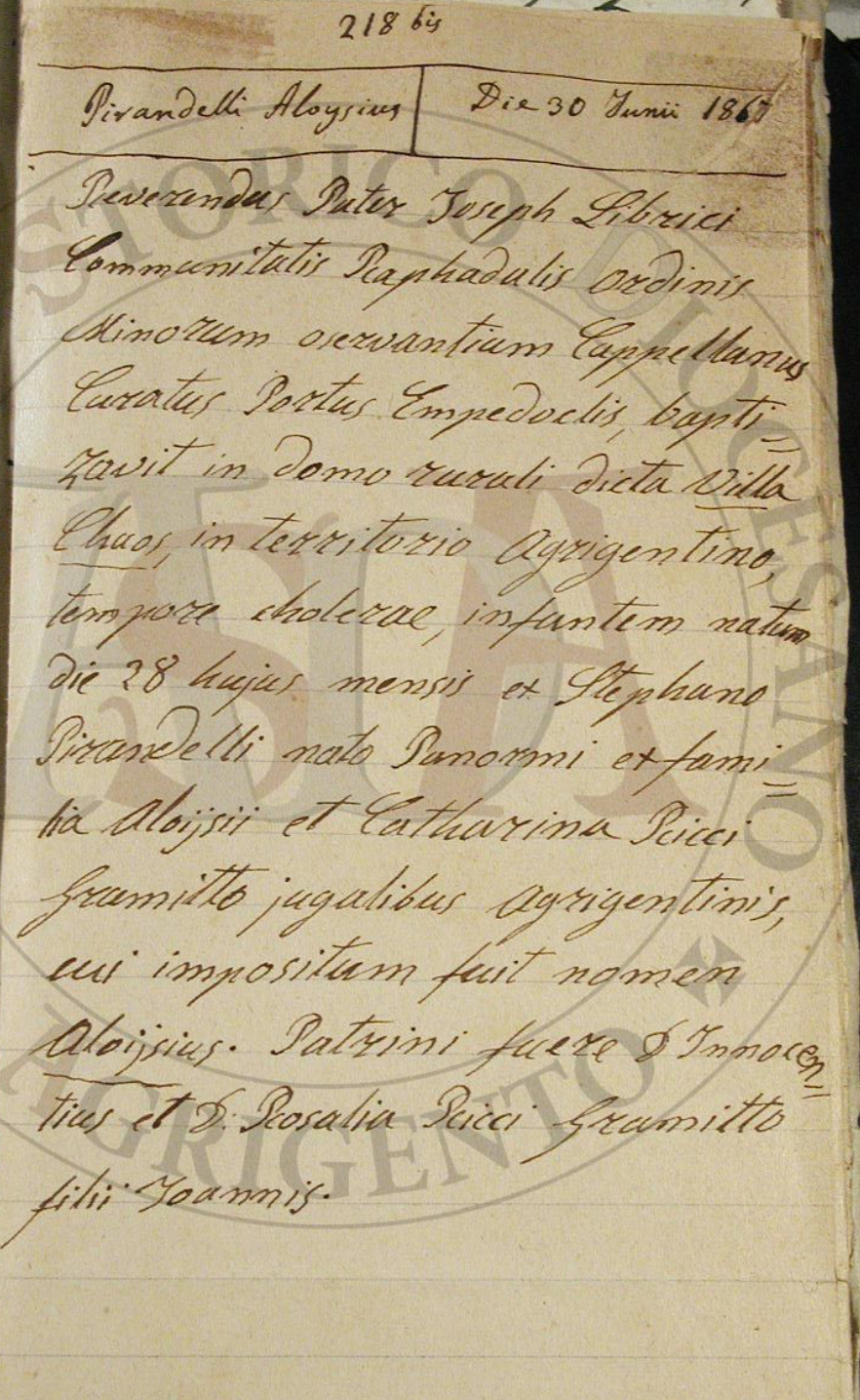
Atto di battesimo di Luigi Pirandello

Luigi Pirandello, figlio di Stefano Pirandello e Caterina Ricci Gramitto, appartenenti a famiglie di agiata condizione borghese, dalle tradizioni risorgimentali, nacque nel 1867 in contrada "Càvusu" della città siciliana di Agrigento (denominata Girgenti fino al 1927).
Nell'imminenza del parto che doveva avvenire a Porto Empedocle, per un'epidemia di colera che stava colpendo la Sicilia, il padre Stefano aveva deciso di trasferire la famiglia in un'isolata tenuta di campagna per evitare il contatto con la pestilenza. Porto Empedocle sino al 1863 si chiamava Molo di Girgenti e sino al 1853 era stata una borgata (frazione) dello stesso comune di Girgenti.
Il padre, Stefano Pirandello, aveva partecipato tra il 1860 e il 1862 alle imprese garibaldine; aveva sposato nel 1863 Caterina, sorella di un suo commilitone, Rocco Ricci Gramitto.
Il nonno materno di Luigi, Giovanni Battista Ricci Gramitto, era stato tra gli esponenti di spicco della rivoluzione siciliana del 1848-49 e, escluso dall'amnistia al ritorno del Borbone, era fuggito in esilio a Malta dove era morto un anno dopo, nel 1850, a soli 46 anni. La famiglia di Pirandello viveva in una situazione economica agiata, grazie al commercio e all'estrazione dello zolfo.

### I primi anni

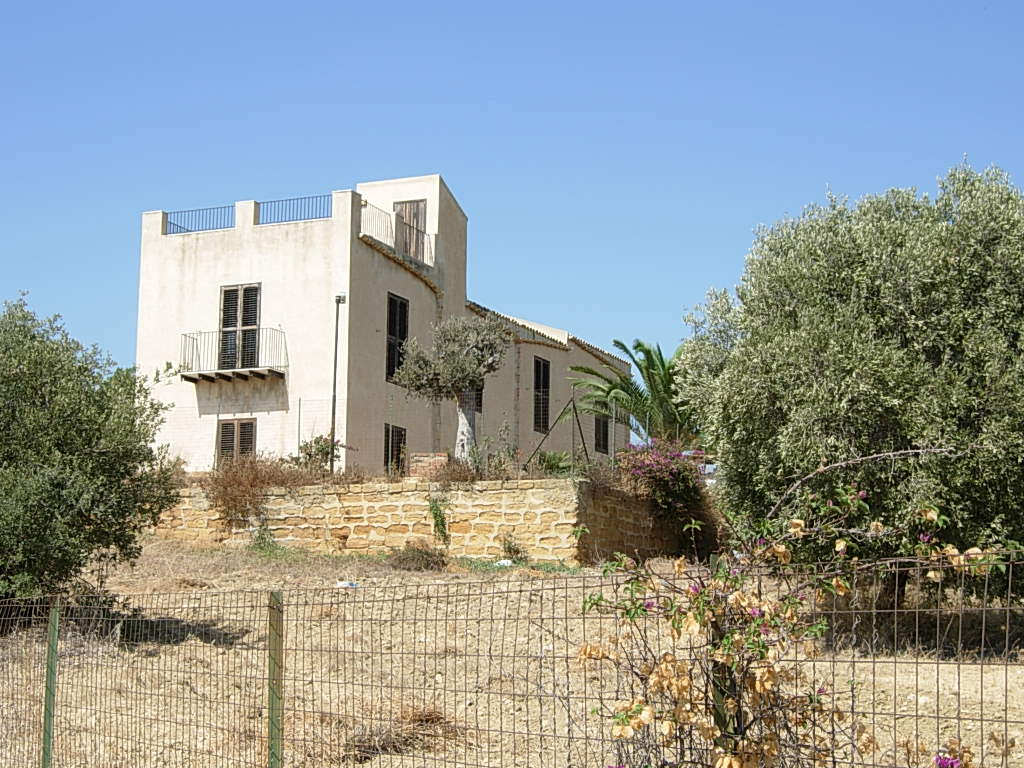
La casa natale di Pirandello, in località "Caos" (Girgenti)

L'infanzia di Pirandello fu serena ma, come lui stesso avrebbe raccontato nel 1935, fu caratterizzata anche dalla difficoltà di comunicare con gli adulti e in specie con i suoi genitori, in modo particolare con il padre. Questo lo stimolò ad affinare le sue capacità espressive e a studiare il modo di comportarsi degli altri per cercare di corrispondervi al meglio.
Fin da ragazzo soffriva d'insonnia e dormiva abitualmente solo tre ore per notte.

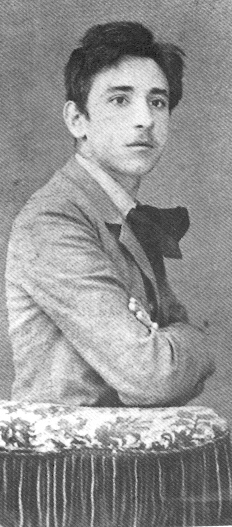
Luigi Pirandello adolescente (Agrigento, 1884)

Il giovane Luigi era molto devoto alla Chiesa cattolica a causa dell'influenza esercitata su di lui da una domestica di famiglia, la quale lo avvicinò alle pratiche religiose, inculcandogli però anche credenze superstiziose, fino a convincerlo della paurosa presenza degli "spiriti". La chiesa e i riti della confessione religiosa gli permettevano di accostarsi a un'esperienza di misticismo, che cercò di raggiungere in tutta la sua esistenza.
Si allontanò dalle pratiche religiose per un avvenimento apparentemente di poco conto: un prete aveva truccato un'estrazione a sorte perché il giovane Luigi vincesse un'immagine sacra; questi rimase così deluso dal comportamento inaspettatamente scorretto del sacerdote che non volle più avere a che fare con la Chiesa, mettendosi a praticare una religiosità del tutto diversa da quella tradizionale.
Dopo l'istruzione elementare impartitagli privatamente, nel 1878 fu iscritto dal padre alla regia scuola tecnica di Girgenti, ma durante un'estate preparò, all'insaputa del padre, il passaggio agli studi classici. In seguito a un dissesto economico, la famiglia si trasferì a Palermo, dove il quattordicenne Luigi frequentò il regio ginnasio Vittorio Emanuele II e dove rimase anche dopo il rientro dei suoi, nel 1885, a Porto Empedocle. Qui si appassionò subito alla letteratura. A soli undici anni scrisse la sua prima opera, Barbaro, andata perduta. Per un breve periodo, nel 1886, aiutò il padre nel commercio dello zolfo, e poté conoscere direttamente il mondo degli operai nelle miniere e quello dei facchini delle banchine del porto mercantile.
Iniziò i suoi studi universitari a Palermo nel 1886, per recarsi in seguito a Roma, dove continuò i suoi studi di filologia romanza che poi, anche a causa di un insanabile conflitto con il rettore dell'ateneo capitolino, dovette completare, su consiglio del suo maestro Ernesto Monaci, a Bonn (1889).
A Bonn, importante centro culturale di quei tempi, Pirandello seguì i corsi di filologia romanza ed ebbe l'opportunità di conoscere grandi maestri come Franz Bücheler, Hermann Usener e Richard Förster. Si laureò nel 1891 con una tesi sulla parlata agrigentina, Foni ed evoluzione fonetica del dialetto di Girgenti (Laute und Lautentwicklung der Mundart von Girgenti), in cui descrisse il dialetto della sua città e quelli dell'intera provincia, che suddivise in diverse aree linguistiche. Il tipo di studi gli fu probabilmente di fondamentale aiuto nella stesura delle sue opere, dato l'alto grado di purezza della lingua italiana utilizzata. Durante il periodo di assenza dalla Sicilia, Pirandello teneva costantemente aggiornati i familiari su ciò che stava scrivendo e progettando, millantando però successi ed incontri inesistenti. Tra l'altro fece credere che la tesi e la laurea fossero imminenti - cosa ben lungi dal vero - al solo scopo di farsi inviare del denaro per acquistare l'abito per la cerimonia.
Nella città tedesca, alla fine di gennaio del 1890, conobbe a una festa in maschera la giovane Jenny Schulz-Lander, della quale si innamorò e con cui andò ad abitare nella pensione tenuta dalla madre della ragazza. A lei dedicò i versi di Pasqua di Gea, dove la descrive come «lucifera fanciulla, tu che il mio tutto sei e pur, forse, sei nulla» e la ricordò anche nei versi di Fuori di chiave: «Fuori la neve eterna fiocca; / piano l'uscio s'apre e, un dito in bocca, / entra scalza Jenny...» Quarant'anni dopo, Pirandello, ormai famoso, durante un soggiorno a New York, ricevette un biglietto, a cui non rispose, da Jenny, che nel frattempo era diventata scrittrice.

### Il matrimonio

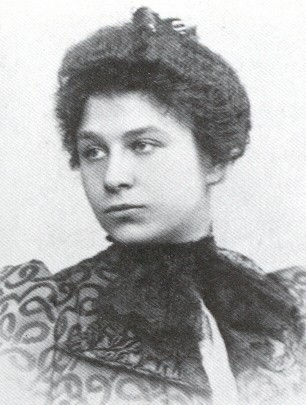
Maria Antonietta Portulano

Nel 1892 Pirandello si trasferì a Roma, dove poté mantenersi grazie agli assegni mensili inviati dal padre. Qui conobbe Luigi Capuana che lo aiutò molto a farsi strada nel mondo letterario e che gli aprì le porte dei salotti intellettuali dove ebbe modo di conoscere giornalisti, scrittori, artisti e critici.
Nel 1894, a Girgenti, Pirandello sposò Maria Antonietta Portulano (1871-1959), figlia di un ricco socio del padre e cugina di secondo grado. Questo matrimonio concordato soddisfaceva soprattutto gli interessi economici della famiglia di Pirandello. Nonostante ciò tra i due coniugi nacque veramente l'amore e la passione. Grazie alla dote della moglie, la coppia godeva di una situazione molto agiata, che permise ai due di trasferirsi a Roma.
Nel 1895 nacque il primo figlio Stefano (1895-1972), a cui seguirono, due anni dopo, Rosalia "Lietta" Caterina (1897-1971) e dopo altri due anni, Fausto Calogero (1899-1975).

### Il crollo finanziario e la malattia della moglie
Nel 1903 un allagamento e una frana nella miniera di zolfo di Aragona di proprietà del padre, nella quale era stata investita parte della dote di Antonietta e da cui anche Pirandello e la sua famiglia traevano un notevole sostentamento, li ridusse sul lastrico.
Questo avvenimento accrebbe il disagio mentale, già manifestatosi, della moglie di Pirandello, Antonietta. Ella era sempre più spesso affetta da attacchi di gelosia a causa dei quali o lei rientrava dai genitori in Sicilia o Pirandello era costretto a lasciare la casa. Il disturbo prese la forma di attacchi schizo-paranoidi con passaggi all'atto, che la portavano a scagliarsi contro tutte le donne che parlassero con il marito o che lei pensava che volessero avere un qualche tipo di rapporto con lui; perfino la figlia Lietta subì aggressioni fisiche e, a causa del comportamento della madre, tentò il suicidio e poi se ne andò di casa. La chiamata alle armi di Stefano nella Grande Guerra peggiorò ulteriormente la situazione mentale della madre.
Nel 1905 Pirandello portò la moglie in soggiorno a Chianciano Terme assieme ai figli, dove rimasero per due mesi in quello che lo scrittore definì «il paesello annidato sul colle ventoso proprio dirimpetto della Collegiata». Due novelle contenute nel libro Novelle per un anno sono ambientate in questo paese: Acqua amara e Pallino e Mimì.
Solo diversi anni dopo, nel 1919, egli, ormai disperato, acconsentì che Antonietta fosse allontanata da casa pur ricevendo sempre le visite di figli e nipoti. Antonietta Portulano morì in una clinica per malattie mentali di Roma, sulla via Nomentana, nel 1959, a 88 anni di età. La malattia della moglie portò lo scrittore ad approfondire, avvicinandosi alle nuove teorie sulla psicoanalisi di Sigmund Freud, lo studio dei meccanismi della mente e ad analizzare il comportamento sociale nei confronti della malattia mentale.
Spinto dalle ristrettezze economiche e dallo scarso successo delle sue prime opere letterarie e avendo come unico impiego fisso la cattedra di stilistica all'Istituto superiore di magistero femminile (cattedra che tenne dal 1897 al 1922), lo scrittore dovette impartire lezioni private di italiano e di tedesco, dedicandosi anche intensamente al suo lavoro letterario. Dal 1909 iniziò anche una collaborazione con il Corriere della Sera.

### Il primo grande successo

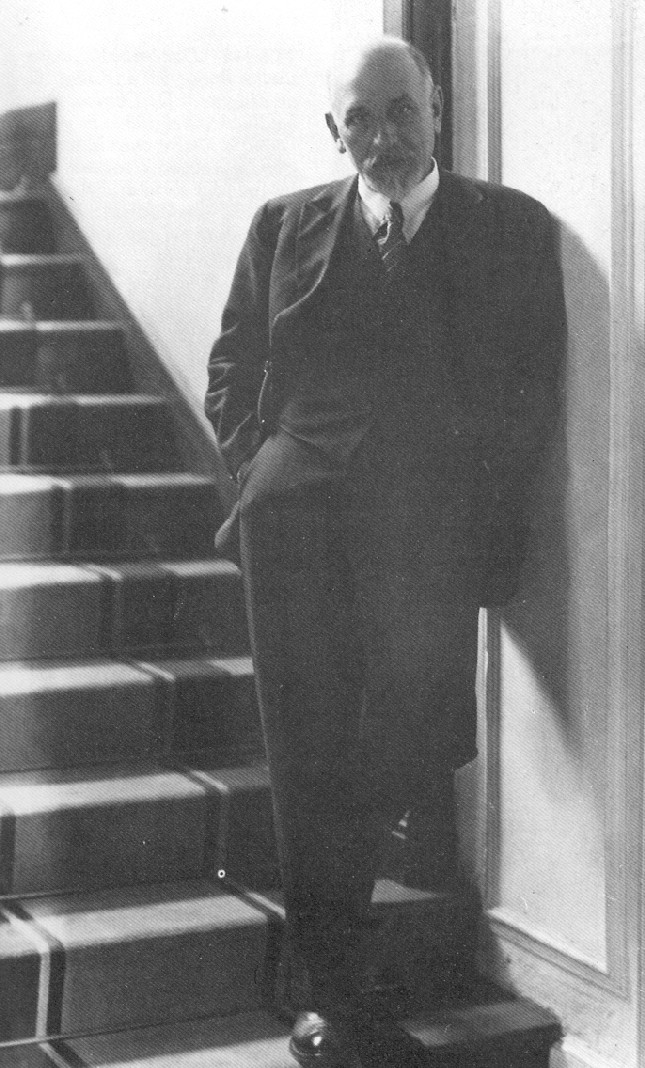
Luigi Pirandello (1920)

Il suo primo grande successo fu il romanzo Il fu Mattia Pascal. Secondo la leggenda, sarebbe stato scritto nelle notti di veglia alla moglie paralizzata alle gambe, circostanza che in realtà manca di riscontri effettivi. Il libro fu pubblicato nel 1904 e immediatamente tradotto in diverse lingue. La critica non diede subito al romanzo il successo che invece ebbe tra il pubblico. Numerosi critici non colsero il carattere di novità del romanzo, come d'altronde di altre opere di Pirandello. Questo ferì moltissimo l'amor proprio di Pirandello, che se la prese, in varie occasioni, con coloro che riteneva ingiustamente celebrati dalla critica, tra cui D'Annunzio e Pascoli. All'uscita dei Canti di Castelvecchio e delle Laudi, confessò di detestarli nel modo più assoluto. Lo urtarono anche sia il fatto che D'Annunzio non lo degnò nemmeno di una replica, sia il sarcasmo di Pascoli che gli affibbiò il nomignolo "Pindirindello".
Perché Pirandello arrivasse al successo definitivo si dovette aspettare il 1922, quando si dedicò totalmente al teatro. Lo scrittore siciliano aveva rinunciato a scrivere opere teatrali, quando l'amico Nino Martoglio gli chiese di mandare in scena nel suo Teatro Minimo presso il Teatro Metastasio di Roma alcuni suoi lavori: Lumie di Sicilia e l'Epilogo, un atto unico scritto nel 1892. Pirandello acconsentì e la rappresentazione dei due atti unici, il 9 dicembre 1910, ebbe un discreto successo. Tramite i buoni uffici del suo amico Martoglio, anche Angelo Musco volle cimentarsi con il teatro pirandelliano: Pirandello tradusse per lui in siciliano Lumie di Sicilia, rappresentato con grande successo al Teatro Pacini di Catania il 1º luglio 1915.
Cominciò da questa data la collaborazione con Musco, che si guastò dopo qualche tempo per la diversità di opinioni sulla messa in scena della commedia Liolà nel novembre del 1916 al teatro Argentina di Roma: «Gravi dissensi» di cui Pirandello scriveva nel 1917 al figlio Stefano.

### Dalla Grande Guerra al Nobel: il successo internazionale
La guerra fu un'esperienza dura per Pirandello; il figlio Stefano venne infatti imprigionato dagli austriaci, e, una volta rilasciato, ritornò in Italia gravemente malato e con i postumi di una ferita. Durante la guerra, inoltre, le condizioni psichiche della moglie si aggravarono al punto da rendere inevitabile il ricovero in manicomio (1919), dove rimase, come detto, fino alla morte. Dopo la guerra, lo scrittore si immerse in un lavoro frenetico, dedicandosi soprattutto al teatro. Nel 1925 fondò la Compagnia del Teatro d'Arte di Roma con due grandissimi interpreti dell'arte pirandelliana: Marta Abba e Ruggero Ruggeri. Con questa compagnia cominciò a viaggiare per il mondo: le sue commedie vennero rappresentate anche nei teatri di Broadway.
Nel giro di un decennio arrivò a essere il drammaturgo di maggior fama nel mondo, come testimonia il premio Nobel per la letteratura ricevuto nel 1934, "per il suo ardito e ingegnoso rinnovamento dell'arte drammatica e teatrale". Degno di nota fu lo stretto rapporto con la giovane Abba, sua musa ispiratrice, della quale Pirandello, secondo molti biografi e conoscenti, era innamorato forse solamente in maniera platonica.
Molte delle opere pirandelliane cominciavano intanto a essere trasposte al cinema: Pirandello andava spesso ad assistere alla lavorazione dei film; andò anche negli Stati Uniti d'America, dove famosi attori e attrici di Hollywood, come Greta Garbo, interpretavano i suoi soggetti. Nell'ultimo di questi viaggi (1935) andò a trovare, su invito, Albert Einstein a Princeton. In una conferenza stampa, Pirandello difese con veemenza la politica estera del fascismo, come la guerra d'Etiopia, e accusando i giornalisti statunitensi di ipocrisia, citando il colonialismo contro i nativi americani.
Alcuni critici accostavano Pirandello ad Einstein poiché il primo era narratore della relatività dell'Io. Il contenuto del loro incontro rimase segreto.

### Pirandello e la politica: l'adesione al fascismo
Pirandello non aveva mai preso specifiche posizioni politiche, tranne l'ammirazione per il patriottismo garibaldino di famiglia. L'idea politica di fondo di Pirandello era legata principalmente a questo patriottismo risorgimentale. Una sua lettera apparsa nel 1915 sul Giornale di Sicilia testimonia gli ideali patriottici della famiglia, proprio nei primi mesi dallo scoppio della Grande Guerra durante la quale il figlio Stefano fu fatto prigioniero dagli austriaci e rinchiuso, per la maggior parte della prigionia, nel campo di concentramento di Pian di Boemia, presso Mauthausen. Pirandello non riuscì a far liberare il figlio malato, neppure con l'intervento del papa Benedetto XV.
Nella sua vita condivise alcune delle idee dei giovani Fasci siciliani e del socialismo; ne I vecchi e i giovani si nota come l'idea politica di Pirandello fosse stata oscurata dalla riflessione "umoristica". Per Pirandello, i siciliani avevano subìto le peggiori ingiustizie dai vari governi italiani: è questa l'unica idea forte che ci presenta.
Nella prima guerra mondiale, fu un interventista, anche se avrebbe preferito che il figlio non partecipasse in prima linea alla guerra, cosa che invece Stefano fece, arruolandosi volontario immediatamente e rimanendo ferito e prigioniero degli austriaci, situazione che fu estremamente angosciosa per lo scrittore. Nel primo dopoguerra, non aderì subito ai Fasci di combattimento, tuttavia pochi anni dopo rese esplicita l'adesione al fascismo. Il 28 ottobre 1923 fu ricevuto da Mussolini a Palazzo Chigi. Il 17 settembre 1924 Pirandello chiese l'iscrizione al PNF, inviando un telegramma a Mussolini, pubblicato subito dall'agenzia Stefani:
Il telegramma arrivava in un momento di grande difficoltà per il presidente del Consiglio, dopo il ritrovamento il 16 agosto del corpo dell'onorevole Giacomo Matteotti.

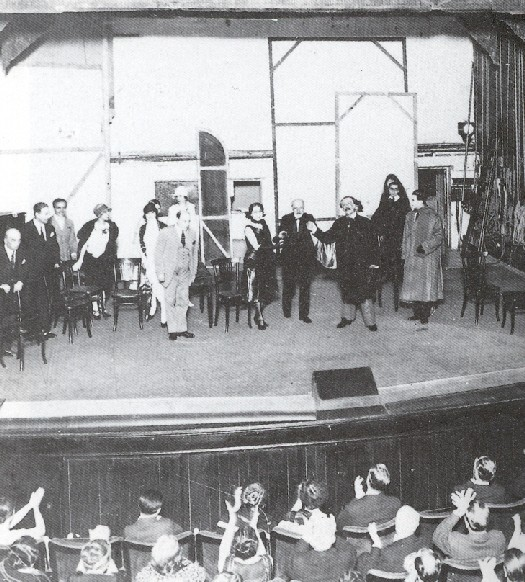
Pirandello al «Théâtre Edouard VII» per i Sei personaggi in cerca d'autore (Parigi, 1925)

Nel 1925 Pirandello fu tra i firmatari del Manifesto degli intellettuali fascisti, redatto da Giovanni Gentile. L'adesione di Pirandello al Fascismo fu per molti imprevista e sorprese anche i suoi più stretti amici; sostanzialmente egli, per un certo conservatorismo che comunque aveva, guardava al Duce come riorganizzatore di una società in disfacimento e ormai completamente disordinata.
Potrebbe apparire un punto di contatto tra Pirandello e il fascismo il sostenuto relativismo filosofico di entrambi. In realtà ben diverso è il relativismo morale fascista fondato sull'attivismo soreliano e il relativismo esistenziale pirandelliano che si richiama all'originario movimento scettico-razionale europeo della fine del XIX secolo e l'inizio del XX.

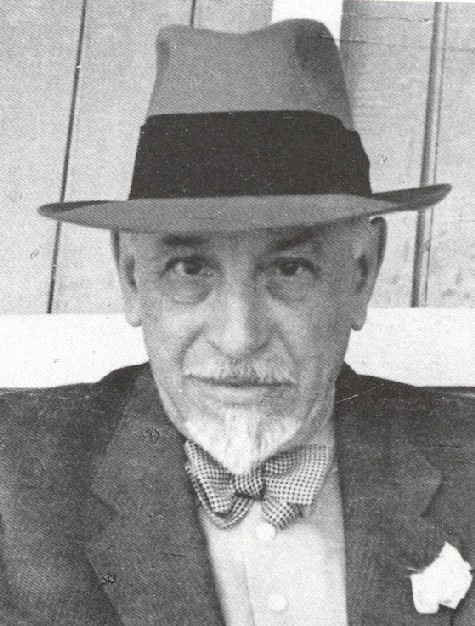
Pirandello nel 1932

Sempre nel solco di Amendola e dei critici antifascisti vi è anche un commento più pragmatico alla sua iscrizione al Partito fascista, la quale avrebbe avuto origine nel suo ricercare finanziamenti per la creazione della sua nuova compagnia teatrale, che avrebbe così avuto il sostegno del regime e le relative sovvenzioni, anche se il governo, perfino dopo il Nobel, gli preferì sempre Gabriele D'Annunzio e Grazia Deledda, anche lei vincitrice del premio, come letterati ideali del regime, mentre Pirandello ebbe molta difficoltà a reperire i fondi statali, che Mussolini spesso non voleva concedergli.
Clamoroso fu il gesto del 1927, narrato da Corrado Alvaro, in cui Pirandello a Roma strappò la sua tessera del partito davanti agli occhi esterrefatti del Segretario Nazionale. Nonostante ciò, una rottura aperta col fascismo non si consumò mai. Anzi, quello stesso anno sul quotidiano L'Impero del 12 marzo, apparve una sua intervista con tanto di foglio autografo dell'autore stampato in prima pagina: «Mussolini non trova paragoni nella storia, mai esistito un condottiero che abbia saputo dare al suo popolo una così viva impronta della sua personalità».
Nel 1928 si concluse senza troppa fortuna l'esperienza del Teatro d'Arte cominciata quattro anni prima; dopo lo scioglimento, in tacita polemica con il regime fascista che a suo avviso era troppo parco di sostegno ai suoi progetti teatrali, Pirandello si ritirò per qualche mese a Berlino insieme a Marta Abba, primadonna della compagnia. Forse a parziale compensazione di questo mancato sostegno, nel 1929 Pirandello fu uno dei primi 30 accademici, nominati direttamente da Mussolini, della neo costituita Reale Accademia d'Italia.
Nel 1935, in nome dei suoi ideali patriottici, partecipò alla raccolta dell' "oro per la patria" donando la medaglia del premio Nobel ricevuto l'anno prima, gesto compiuto, tra gli altri, anche dall'antifascista Benedetto Croce, che donò la medaglia da senatore.
Questa scelta di adesione al regime è stata spesso sia minimizzata sia accentuata dalla critica, poiché sostanzialmente l'ideologia fascista non ebbe mai parte nella vita e nell'opera pirandelliana, abbastanza avulse dalla realtà politica, cosicché egli non fu in grado di vedere e giudicare le violenze fasciste; tuttavia il contenuto idealmente anarchico, pessimista e quasi sempre anti-sistema delle sue opere era guardato con sospetto da molti intellettuali e uomini politici del PNF, che non lo consideravano degno di una vera "arte fascista". La critica fascista non sempre esaltava le opere di Pirandello, spesso considerandole non conformi agli ideali fascisti: vi si vedeva una certa insistenza e considerazione di quella borghesia altolocata (che pure Pirandello non amava particolarmente) che il fascismo formalmente condannava come corrotta e decadente. Gli arzigogoli filosofici dei personaggi dei drammi borghesi pirandelliani erano considerati quanto di più lontano dall'attivismo fascista.
Anche dopo l'attribuzione del Nobel, parecchi suoi lavori furono accusati dalla stampa di regime di disfattismo, tanto che anche Pirandello finì tra i "controllati speciali" dell'OVRA. Negli ultimi anni viaggiò difatti molto, andò in Francia e negli Stati Uniti d'America, quasi in un volontario esilio dal clima culturale italiano di quegli anni. Nonostante i suoi elogi al capo del governo, il Duce fece sequestrare l'opera La favola del figlio cambiato, per alcune scene ritenute non consone, impedendone le repliche (a Pirandello venne imposta, per contrasto, la regia dell'opera dannunziana La figlia di Iorio).

### Pirandello a Bonn
Nell'ottobre del 1889 Luigi Pirandello si trasferì in Germania, raggiungendo Bonn dove si iscrisse alla Rheinische Friedrich-Wilhelms-Universität; in questa università prestigiosa si presentò con una lettera del professore Ernesto Monaci. Nel periodo in cui risedette in Germania l'autore scrisse varie opere, è a questo periodo che risale il saggio critico Petrarca e Colonia. In Germania Pirandello scrisse la poesia Convegno, nella quale faceva una descrizione di sé stesso, e che, nell'ottobre del 1901, fu pubblicata sulla Rivista d'Italia. A Bonn iniziò la stesura del taccuino di Bonn (1889-1993), manoscritto fondamentale sul laboratorio creativo dell'autore, ancora inedito agli studiosi se non per qualche trascrizione rara di immagini e testi. Pirandello si laureò il 21 marzo del 1891 in filologia romanza discutendo la tesi su suoni e sviluppo dei suoni della parlata di Agrigento.

### Pirandello a Roma
Pirandello abitò a Roma al quartiere Nomentano, prima in Via Alessandro Torlonia, poi in via Antonio Bosio, in un villino costruito intorno agli anni dieci in una zona immersa nel verde e che ritorna in numerose pagine. Lo scrittore vi si trasferì definitivamente nel 1933 al suo rientro in Italia, dopo gli anni trascorsi a Berlino e a Parigi.
Corrado Alvaro così ricorda il verde che circondava la casa:
L'appartamento è costituito da un ampio soggiorno-studio, da una camera da letto e da una terrazza dalla quale, allora, si potevano scorgere i pini di Villa Torlonia.
La biblioteca comprende circa 2.000 volumi appartenuti allo scrittore. Tra i quadri figurano quattro opere del figlio Fausto. Numerosi i manoscritti relativi a poesie, romanzi e drammi.

### Il rifugio a Soriano nel Cimino
Luigi Pirandello amava trascorrere ampi periodi dell'anno nella quiete di Soriano nel Cimino (VT), un'amena e bella cittadina ricca di monumenti storici e immersa nei boschi del Monte Cimino. In particolare Pirandello rimase affascinato dalla maestosità e dalla quiete di uno stupendo castagneto situato nella località di "Pian della Britta", a cui volle dedicare un'omonima poesia, che oggi è scolpita su una lapide di marmo posta proprio in tale località.
Pirandello ambientò a Soriano nel Cimino (citando luoghi, località e personaggi realmente esistiti) anche due tra le sue più celebri novelle Rondone e Rondinella e Tomassino ed il filo d'erba. A Soriano nel Cimino, è rimasto vivo ancora oggi il ricordo di Pirandello a cui sono dedicati monumenti, lapidi e strade.
Luigi Pirandello frequentò anche Arsoli per molti anni, soprattutto durante i periodi estivi, dove amava dissetarsi con una gassosa nell'allora bar Altieri in piazza Valeria. Il suo amore per il paese si ritrova nella definizione che egli stesso diede ad Arsoli chiamandola "La piccola Parigi".

### La morte e il testamento
Appassionato di cinematografia, mentre assisteva a Cinecittà alle riprese di un film tratto dal suo romanzo Il fu Mattia Pascal, nel novembre 1936 si ammalò di polmonite. Pirandello aveva 69 anni, e aveva già subito due attacchi di cuore; il suo corpo, ormai segnato dal tempo e dagli avvenimenti della vita, non sopportò oltre. Al medico che tentava di curarlo, disse: «Non abbia tanta paura delle parole, professore, questo si chiama morire»; dopo quindici giorni, la malattia si aggravò e il 10 dicembre 1936 Pirandello morì, lasciando incompiuto l'ultimo lavoro teatrale, I giganti della montagna, opera a sfondo mitologico. Il terzo atto venne ideato e illustrato, nell'ultima notte di vita, dal figlio Stefano che lo scrisse poi sotto forma di narrativa, tentandone anche una ricostruzione, onde integrare la sceneggiatura del dramma, che solitamente è però rappresentato nella forma incompiuta, in due atti.
Per Pirandello il regime fascista avrebbe voluto esequie di Stato. Vennero invece rispettate le sue volontà espresse nel testamento scritto nel 1911: «Carro d'infima classe, quello dei poveri. Nudo. E nessuno m'accompagni, né parenti né amici. Il carro, il cavallo, il cocchiere e basta. Bruciatemi». Per sua volontà il corpo, senza alcuna cerimonia, fu cremato, per evitare postume consacrazioni cimiteriali e monumentali. Le sue ceneri furono deposte in una preziosa anfora greca già di sua proprietà e tumulate nel cimitero del Verano. Successivamente, nel 1947, Andrea Camilleri e altri quattro studenti dettero il via a un lento e travagliato adempimento delle sue ultime volontà (in caso non fosse stato possibile lo spargimento): far seppellire le ceneri nel giardino della villa di contrada "Caos", dove era nato. Il giurista e politico Gaspare Ambrosini, dopo il rifiuto di un pilota statunitense di volare da Roma a Palermo con a bordo le ceneri di un morto, trasportò l'anfora in treno, chiusa in una cassetta di legno. A Palermo il corteo funebre venne però bloccato dal vescovo di Agrigento Giovanni Battista Peruzzo, contrario a un corteo con un defunto cremato. Camilleri si recò dal vescovo, che rimase inamovibile; il futuro scrittore propose allora con successo l'idea di inserire l'anfora in una bara, che venne appositamente affittata. Il corteo, per un breve tratto a piedi e poi a bordo di una littorina, giunse ad Agrigento. Dopo una cerimonia religiosa, l'anfora con le ceneri venne estratta dalla bara e riposta nel Museo Civico di Agrigento, in attesa della costruzione di un monumento nel giardino della villa. Solo dopo parecchi anni dalla morte, nel 1962, fu realizzata una scultura monolitica di Renato Marino Mazzacurati, artista vincitore del concorso indetto, costituita principalmente da una grossa pietra non lavorata. Le ceneri vennero portate nel giardino e versate in un cilindro di rame inserito nel terreno, che venne chiuso da una pietra sigillata con del cemento.
Una parte rimanente delle ceneri, trovata anni dopo attaccata ai lati interni dell'anfora, non essendo più contenibile nel cilindro ricolmo e riaperto per l'occasione, venne dispersa, rispettando il desiderio originario di Pirandello stesso. Per la precisione storica a stabilire, nei minimi particolari, come dovevano svolgersi i funerali dei resti di Pirandello ad Agrigento, fu l'allora Sostituto della Segreteria di Stato del Vaticano Monsignor Giovanni Battista Montini (futuro papa Paolo VI). L'alto prelato, con una lettera, datata 3 maggio 1939, indirizzata al vescovo di Agrigento Monsignor Peruzzo "sollecitava" che la manifestazione religiosa «dovrà essere subordinata all'assicurazione che le ceneri dello scrittore siano composte in una cassa funebre, come si usa per ogni salma, e che la notizia dell'avvenuta cremazione sia tenuta nascosta». Monsignor Peruzzo, nel 1947, anno in cui ebbero luogo i funerali nella città dei templi, attuò scrupolosamente e senza alcuna discrezionalità o sollecitazioni locali le "disposizioni" vaticane.

## Il pensiero
(L. Pirandello, dai Foglietti)

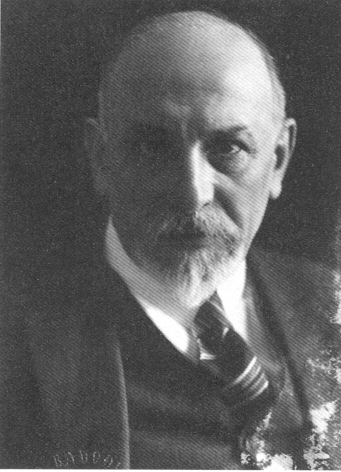
Pirandello nel 1924

Pirandello si occupò di questioni teoriche fin da giovane nonostante fosse convinto che qualunque filosofia sarebbe fallita di fronte all'insondabilità dell'uomo quando in lui prevale la "bestia", l'aspetto animalesco e irrazionale.
Si avvicinò alle teorie dello psicologo Alfred Binet sulla pluralità dell'io. Pubblicò nel 1908 i saggi Arte e Scienza e L'umorismo caratterizzati da un'esposizione di stile colloquiale, molto lontana dal consueto discorso filosofico. Le due opere sono espressione di un'unica maturazione artistica ed esistenziale che ha coinvolto lo scrittore siciliano all'inizio del Novecento e che vede come centrale proprio la poetica dell'umorismo.

### L'umorismo
Nel 1908 Pirandello scrive L'umorismo, un saggio dove confluiscono idee, brani di scritti e appunti precedenti: ad esempio sue varie chiose e annotazioni a L'indole e il riso di Luigi Pulci di Attilio Momigliano e parti dell'articolo Alberto Cantoni, che era apparso già nella «Nuova Antologia» del 16 marzo 1905. Come ha osservato Daniela Marcheschi, L'umorismo di Pirandello si inserisce «in un rigoglioso e più che secolare campo di meditazione e ricerca sull'omonimo tema; e ai primi del Novecento rappresenta, nel nostro paese, il momento riepilogativo probabilmente più soddisfacente, per l'epoca, di una serie di acquisizioni teoriche che la cultura internazionale aveva chiare e consolidate da tempo. Bisognerà infatti aspettare lo studio di Alberto Piccoli Genovese, Il comico, l'umore e la fantasia o Teoria del riso come introduzione all'estetica, pubblicato nel 1926 presso la casa editrice Fratelli Bocca, a Torino, per avere un saggio di ampia informazione e documentazione, di solido spessore speculativo - pur nell'ispirazione idealistica d'ascendenza crociana da cui prende le mosse: tecnicamente persuasivo, insomma, e con ben altre fondamenta teoretiche».
Nel succitato saggio Pirandello distingue il comico dall'umoristico Il primo, definito come "avvertimento del contrario", nasce dal contrasto tra l'apparenza e la realtà. Nel saggio Pirandello ce ne fornisce un esempio:

"Avverto" che quella vecchia signora è il contrario di ciò che una rispettabile signora dovrebbe essere. Posso così, a prima giunta e superficialmente, arrestarmi a questa espressione comica. Il comico è appunto un "avvertimento del contrario"»
(L. Pirandello, L'umorismo, Parte seconda)
L'umorismo, Pirandello lo definisce come un "sentimento del contrario", invece nasce da una considerazione meno superficiale della situazione:
(L. Pirandello, L'umorismo, Parte seconda)
Quindi, mentre il comico genera quasi immediatamente la risata perché mostra subito la situazione evidentemente contraria a quella che dovrebbe normalmente essere, l'umorismo nasce da una più ponderata riflessione che genera una sorta di compassione da cui si origina un sorriso di comprensione. Nell'umorismo c'è il senso di un comune sentimento della fragilità umana da cui nasce un compatimento per le debolezze altrui che sono anche le proprie. L'umorismo è meno spietato del comico che giudica in maniera immediata.
(Luigi Pirandello)
La poetica pirandelliana dell'umorismo nasce in realtà già nel 1904, quando vengono pubblicate le due premesse de Il fu Mattia Pascal, dove – richiamandosi a Il Copernico di Leopardi nelle Operette morali (1827) – riprende l'ironia letteraria di Leopardi, che attribuiva la scoperta copernicana dell'eliocentrismo alla pigrizia del Sole stanco di girare attorno ai pianeti. Il richiamo a Copernico si ritrova poi nel saggio su L'umorismo (cap. 5 della seconda parte), dove Pirandello vede una notazione umoristica nella contrapposizione di due sentimenti opposti per i quali, dopo la scoperta copernicana, l'uomo scopre di essere una parte infinitesimale dell'universo e nello stesso tempo la sua capacità di compenetrarsene.

### La crisi dell'io
L'analisi dell'identità condotta da Pirandello lo portò a formulare la «teoria della crisi dell'io». In un articolo del 1900 scrisse:
[...] Talché veramente può dirsi che due persone vivono, agiscono a un tempo, ciascuna per proprio conto, nel medesimo individuo. Con gli elementi del nostro io noi possiamo perciò comporre, costruire in noi stessi altri individui, altri esseri con propria coscienza, con propria intelligenza, vivi e in atto.»
Paradossalmente, il solo modo per recuperare la propria identità è la "follia", tema centrale in molte opere, come l'Enrico IV o come Il berretto a sonagli, nel quale Pirandello inserisce addirittura una ricetta per la pazzia: dire sempre la verità, la nuda, cruda e tagliente verità, infischiandosene dei riguardi, delle maniere, delle ipocrisie e delle convenzioni sociali. Questo comportamento porterà presto all'isolamento da parte della società e, agli occhi degli altri, alla pazzia.
Abbandonando le convenzioni sociali e morali l'uomo può ascoltare la propria interiorità e vivere nel mondo secondo le proprie leggi, cala la maschera e percepisce sé stesso e gli altri senza dover creare un personaggio, è semplicemente persona. Esemplare di tale concezione è l'evoluzione di Vitangelo Moscarda, protagonista di Uno, nessuno e centomila.

#### La "lanterninosofia"
Ancora sulla crisi dell'identità del singolo impotente con la sua razionalità di fronte al mistero universale che lo circonda, Pirandello, all'inizio del XIII capitolo del romanzo Il fu Mattia Pascal, espone metaforicamente la sua filosofia del "lanternino", tramite il monologo che il personaggio di Anselmo Paleari rivolge al protagonista Mattia Pascal, in cui la piccola lampada rappresenta il sentimento umano, che non riesce ad alimentarsi se non tramite le illusioni di fede e ideologie varie ("i lanternoni"), ma che altrimenti provoca l'angoscia del buio che lo circonda all'uomo, l'animale che ha il triste privilegio di "sentirsi vivere".
(Il fu Mattia Pascal, capitolo XIII, Il lanternino)
La sua sfiducia verso la fede religiosa tradizionale lo porta ad accentuare così il proprio vuoto spirituale, che cercò di riempire, come il citato personaggio del Paleari, con l'interesse personale verso l'occultismo, la teosofia e lo spiritismo, che tuttavia non gli daranno la serenità esistenziale.

### Il contrasto tra vita e forma
Luigi Pirandello svolge una ricerca inesausta sull'identità della persona nei suoi aspetti più profondi, dai quali dipendono sia la concezione che ogni persona ha di sé, sia le relazioni che intrattiene con gli altri. Influenzato dalla filosofia irrazionalistica di fine secolo, in particolare di Bergson, Pirandello ritiene che l'universo sia in continuo divenire e che la vita sia dominata da una mobilità inesauribile e infinita. L'uomo è in balia di questo flusso dominato dal caso, ma a differenza degli altri esseri viventi tenta, inutilmente, di opporsi costruendo forme fisse, nelle quali potersi riconoscere, ma che finiscono con il legarlo a "maschere" in cui non può mai riconoscersi o alle quali è costretto a identificarsi per dare comunque un senso alla propria esistenza.
Se l'essenza della vita è il flusso continuo, il perenne divenire, quindi fissare il flusso equivale a non vivere, poiché è impossibile fissare la vita in un unico punto. Questa dicotomia tra "vita" e "forma", accompagnerà l'autore in tutta la sua produzione evidenziando la sconfitta dell'uomo di fronte alla società, dovuta all'impossibilità di fuggire alle convenzioni di quest'ultima se non con la follia. Solo il "folle", che pure è una figura sofferente ed emarginata, riesce talvolta a liberarsi dalla maschera, e in questo caso può avere un'esistenza autentica e vera, che resta impossibile agli altri in quanto non è fattibile denudare la maschera o le maschere, la propria identità (Maschere nude è infatti il titolo della raccolta delle sue opere teatrali).
Questa riflessione, che si rispecchia nelle varie opere con accenti ora lievi ora gravi e tragici, è stata, per opera soprattutto dello studioso Adriano Tilgher, interpretata come un sistema filosofico basato sul contrasto tra la "vita" e la "forma", che talvolta ha fatto esprimere alla critica un giudizio negativo delle ultime opere precedenti alla Trilogia dei miti, accusate a volte di "pirandellismo", cioè di riproporre sempre lo stesso schema di lettura.

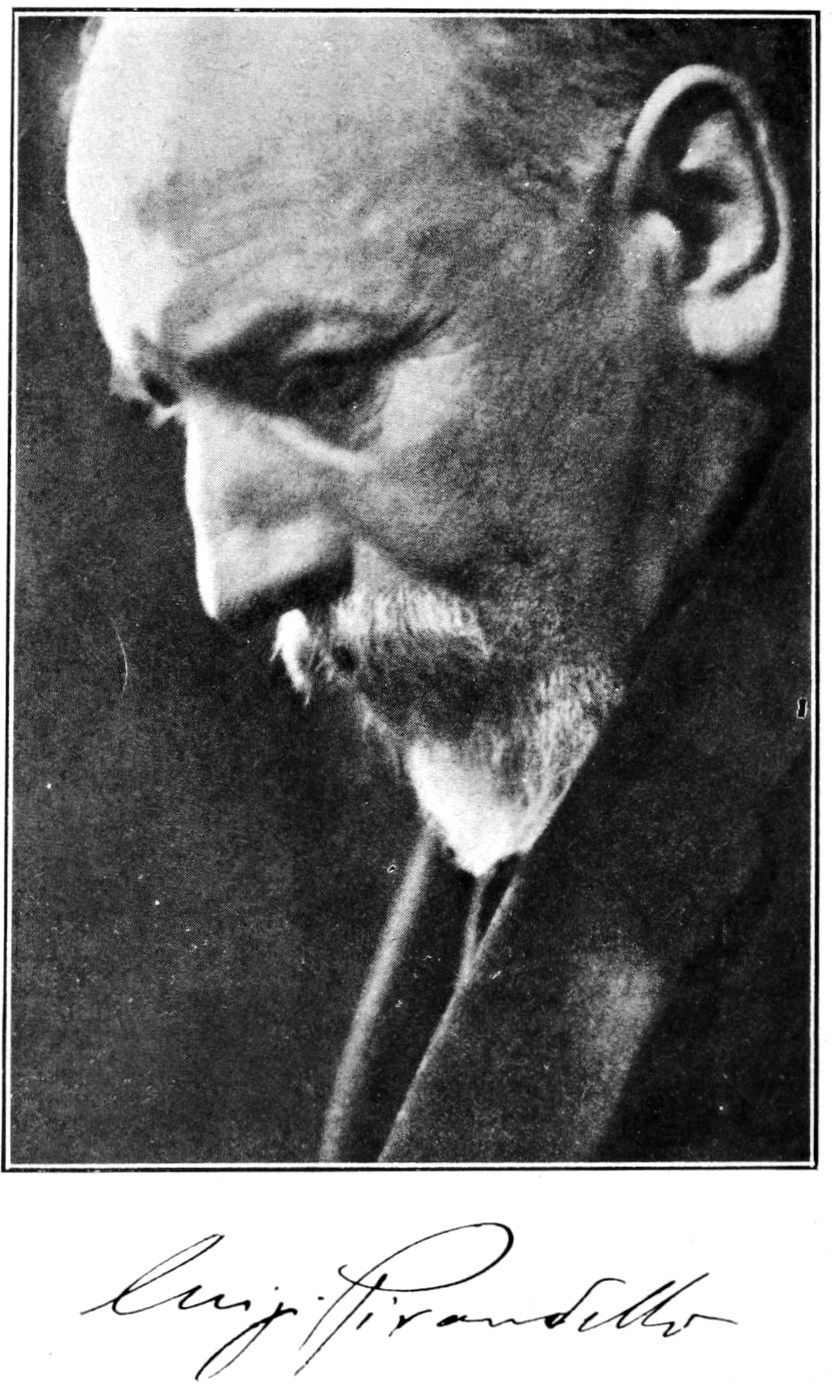
Luigi Pirandello (1930)

### Il relativismo psicologico o conoscitivo
(Dialogo finale di Così è (se vi pare))
Dal contrasto tra la "vita" e la "forma" nasce quel "relativismo psicologico" che si esprime in due sensi: orizzontale, ovvero nel rapporto interpersonale, e verticale, ovvero nel rapporto che una persona ha con sé stessa.
Gli uomini nascono liberi ma il "caso" interviene nella loro vita precludendo ogni loro scelta: l'uomo nasce in una società precostituita dove a ognuno viene assegnata una parte secondo la quale deve comportarsi.
Ciascuno è obbligato a seguire il ruolo e le regole che la società impone, anche se l'io vorrebbe manifestarsi in modo diverso: solo per l'intervento del caso può accadere di liberarsi di una "forma" per assumerne un'altra, dalla quale non sarà più possibile liberarsi per tornare indietro, come accade al protagonista de Il fu Mattia Pascal.
L'uomo dunque non può capire né gli altri né tanto meno sé stesso, poiché ognuno vive portando - consapevolmente o, più spesso, inconsapevolmente - una maschera dietro la quale si agita una moltitudine di personalità diverse e inconoscibili.
Queste riflessioni trovano la più esplicita manifestazione narrativa nel romanzo Uno, nessuno e centomila:
- Uno perché ogni persona crede di essere un individuo unico con caratteristiche particolari;
- Centomila perché l'uomo ha, dietro la maschera, tante personalità quante sono le persone che ci giudicano;
- Nessuno perché, paradossalmente, se l'uomo ha centomila personalità diverse, invero, è come se non ne possedesse nessuna, nel continuo cambiare non è capace di fermarsi nel suo vero "io".[65]

### L'incomunicabilità
Il relativismo conoscitivo e psicologico su cui si basa il pensiero di Pirandello si scontra con il conseguente problema dell'incomunicabilità tra gli uomini: poiché ogni persona ha un proprio modo di vedere la realtà, non esiste un'unica realtà oggettiva, ma tante realtà quante sono le persone che credono di possederla e dunque ognuno ha una propria "verità".
L'incomunicabilità produce quindi un sentimento di solitudine ed esclusione dalla società e persino da sé stessi, poiché proprio la crisi e frammentazione dell'io interiore crea diversi io discordanti. Il nostro spirito consiste di frammenti che ci fanno scoprire di essere "uno, nessuno, centomila".
I personaggi dei drammi pirandelliani, come il Vitangelo Moscarda del romanzo Uno, nessuno e centomila e i protagonisti della commedia Sei personaggi in cerca d'autore, di conseguenza avvertono un sentimento di estraneità dalla vita che li fanno sentire «forestieri della vita», nonostante la continua ricerca di un senso dell'esistenza e di un'identificazione di un proprio ruolo, che vada oltre la maschera, o le diverse e innumerevoli maschere, con cui si presentano al cospetto della società o delle persone più vicine.

### La reazione al relativismo

#### Reazione passiva
L'uomo accetta la "maschera", che lui stesso ha messo o con cui gli altri tendono a identificarlo. Ha provato sommessamente a mostrarsi per quello che lui 'crede' di essere ma, incapace di ribellarsi o deluso dopo l'esperienza di vedersi attribuita una nuova maschera, si rassegna. Vive nell'infelicità, con la coscienza della frattura tra la vita che vorrebbe vivere e quella che gli altri gli fanno vivere per come essi lo vedono. Accetta alla fine passivamente il ruolo da recitare che gli si attribuisce sulla scena dell'esistenza. Questa è la reazione tipica delle persone più deboli come si può vedere nel romanzo Il fu Mattia Pascal.

#### Reazione ironico - umoristica

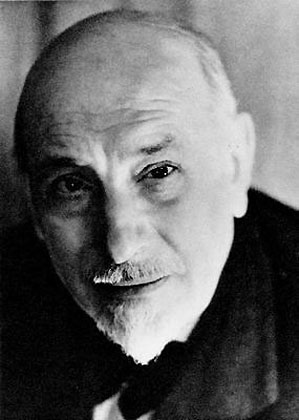
Primo piano di Luigi Pirandello (anni '30)

Il soggetto non si rassegna alla sua "maschera" però accetta il suo ruolo con un atteggiamento ironico, aggressivo o umoristico. Ne fanno esempio varie opere di Pirandello come: Pensaci, Giacomino!, Il giuoco delle parti e La patente. Il personaggio principale di quest'ultima opera, Rosario Chiàrchiaro, è un uomo cupo, vestito sempre in nero che si è fatto involontariamente la nomea di iettatore e per questo è sfuggito da tutti ed è rimasto senza lavoro. Il presunto iettatore non accetta l'identità che gli altri gli hanno attribuito ma comunque se ne serve. Va dal giudice e, poiché tutti sono convinti che sia un menagramo, pretende la patente di iettatore autorizzato. In questo modo avrà un nuovo lavoro: chi vuole evitare le disgrazie che promanano da lui, dovrà pagare per allontanarlo. La maschera rimane ma almeno se ne ricava un vantaggio.

#### Reazione drammatica
L'uomo, accortosi del relativismo, si renderà conto che l'immagine che aveva sempre avuto di sé non corrisponde in realtà a quella che gli altri avevano di lui e cercherà in ogni modo di carpire questo lato inaccessibile del suo io.
Vuole togliersi la "maschera" che gli è stata imposta e reagisce con disperazione. Non riesce a strapparsela e allora se è così che lo vuole il mondo, egli sarà quello che gli altri credono di vedere in lui e non si fermerà nel mantenere questo suo atteggiamento sino alle ultime e drammatiche conseguenze. Si chiuderà in una solitudine disperata che lo porta al dramma, alla pazzia o al suicidio. Da tale sforzo verso un obiettivo irraggiungibile nascerà la voluta follia. La follia è infatti in Pirandello lo strumento di contestazione per eccellenza delle forme fasulle della vita sociale, l'arma che fa esplodere convenzioni e rituali, riducendoli all'assurdo e rivelandone l'inconsistenza.
Solo e unico modo per vivere, per trovare il proprio io, è quello di accettare il fatto di non avere un'identità, ma solo centomila frammenti (e quindi di non essere "uno" ma "nessuno"), accettare l'alienazione completa da sé stessi. Tuttavia la società non accetta il relativismo, e chi lo fa viene ritenuto fuori di testa. Esemplari sono i personaggi dei drammi Enrico IV, dei Sei personaggi in cerca d'autore, o di Uno, nessuno e centomila.

## Teatro

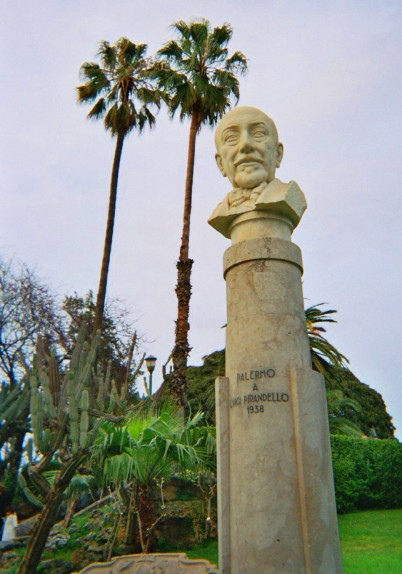
Busto di Pirandello in un parco di Palermo, il "Giardino Inglese". Il busto si trova vicino all'ingresso di via Libertà.

Pirandello divenne famoso proprio grazie al teatro che chiama "teatro dello specchio", perché in esso viene raffigurata la vita vera, quella nuda, amara, senza la maschera dell'ipocrisia e delle convenienze sociali, di modo che lo spettatore si guardi come in uno specchio così come realmente è, e diventi migliore. Dalla critica viene definito come uno dei grandi drammaturghi del XX secolo. Scriverà moltissime opere, alcune delle quali rielaborazioni delle sue stesse novelle, che vengono divise in base alla fase di maturazione dell'autore: 
- Prima fase - Il teatro siciliano
- Seconda fase - Il teatro umoristico/grottesco
- Terza fase - Il teatro nel teatro (metateatro)
- Quarta fase - Il teatro dei miti

Generalmente si attribuisce l'interesse di Pirandello per il teatro agli anni della maturità, ma alcuni precedenti mostrano come tale convinzione necessiti di una rivalutazione: in gioventù, infatti, Pirandello compose alcuni lavori teatrali, andati perduti poiché da lui stesso bruciati (tra gli altri, il copione de Gli uccelli dell'alto). In una lettera del 4 dicembre 1887, indirizzata alla famiglia, si legge:
(Luigi Pirandello, da una lettera ai familiari del 4 dicembre 1887)
È in questa dimensione che si parla di "teatro mentale": lo spettacolo non è subito passivamente ma serve come pretesto per dar voce ai "fantasmi" che popolano la mente dell'autore (nella prefazione ai Sei personaggi in cerca d'autore Pirandello chiarirà di come la "fantasia" prenda possesso della sua mente per presentargli personaggi che vogliono vivere, senza che lui li cerchi).
In un'altra missiva, spedita da Roma e datata 7 gennaio 1888, Pirandello sostiene che la scena italiana gli appare decaduta:
(Luigi Pirandello, da una lettera ai familiari del 7 gennaio 1888)
La delusione per non essere riuscito a far rappresentare i primi lavori lo distoglie inizialmente dal teatro, facendolo concentrare sulla produzione novellistica e romanziera.
Nel 1907 pubblica l'importante saggio Illustratori, attori, traduttori dove esprime le sue idee, ancora negative, sull'esecuzione del lavoro dell'attore nel lavoro teatrale: questi è infatti visto come un mero traduttore dell'idea drammaturgica dell'autore, il quale trova dunque un filtro al messaggio che intende comunicare al pubblico. Il teatro viene poi definito da Pirandello come un'arte "impossibile", perché "patisce le condizioni del suo specifico anfibio": un tradimento della scrittura teatrale, che ha di contro "il cattivo regime dei mezzi rappresentativi, appartenenti alla dimensione adultera dell'eco".
È in questo momento che Pirandello si distacca dalla lezione positivista e, presa diretta coscienza dell'impossibilità della rappresentazione scenica del "vero" oggettivo, ricerca nella produzione drammaturgica di scavare l'essenza delle cose per scoprire una verità altra (come è spiegato nel saggio L'Umorismo con il sentimento del contrario).
Il 6 ottobre 1924 fondò la compagnia del Teatro d'Arte di Roma con sede al Teatro Odescalchi con la collaborazione di altri artisti: il figlio Stefano Pirandello, Orio Vergani, Claudio Argentieri, Antonio Beltramelli, Giovanni Cavicchioli, Maria Letizia Celli, Pasquale Cantarella, Lamberto Picasso, Renzo Rendi, Massimo Bontempelli e Giuseppe Prezzolini; tra gli attori più importanti della compagnia figurano Marta Abba, Lamberto Picasso, Maria Letizia Celli, Ruggero Ruggeri. La compagnia, il cui primo allestimento risale al 2 aprile 1925 con Sagra del signore della nave dello stesso Pirandello e Gli dei della montagna di Lord Dunsany, ebbe però vita breve: i gravosi costi degli allestimenti, che non riuscivano a essere coperti dagli introiti del teatro semivuoto costrinsero il gruppo, dopo solo due mesi dalla nascita, a rinunciare alla sede del Teatro Odescalchi. Per risparmiare sugli allestimenti la compagnia si produsse prima in numerose tournée estere, poi fu costretta allo scioglimento definitivo, avvenuto a Viareggio nell'agosto del 1928.

### Prima fase - Teatro Siciliano
Nella fase del Teatro Siciliano, Pirandello è alle prime armi e ha ancora molto da imparare. Anch'essa come le altre presenta varie caratteristiche di rilievo; alcuni testi sono stati scritti interamente in lingua siciliana perché considerata dall'autore più viva dell'italiano e capace di esprimere maggiore aderenza alla realtà.
- La morsa e Lumie di Sicilia, Roma, Teatro Metastasio, 9 dicembre 1910;[74]
- Il dovere del medico, Roma, Sala Umberto, 20 giugno 1913;
- La ragione degli altri, Milano, Teatro Manzoni, 19 aprile 1915;
- Cecè, Roma, Teatro Orfeo, 14 dicembre 1915;
- Pensaci, Giacomino!, Roma, Teatro Nazionale, 10 luglio 1916;
- Liolà, Roma, Teatro Argentina, 4 novembre 1916.

### Seconda fase - Il teatro umoristico/grottesco

Pirandello e Marta Abba (anni '30)

Mano a mano che l'autore si distacca da verismo e naturalismo, avvicinandosi al decadentismo si ha l'inizio della seconda fase con il teatro umoristico. Pirandello presenta personaggi che incrinano le certezze del mondo borghese: introducendo la versione relativistica della realtà, rovesciando i modelli consueti di comportamento, intende esprimere la dimensione autentica della vita al di là della maschera.
- Così è (se vi pare), Milano, Teatro Olimpia, 18 giugno 1917;
- Il berretto a sonagli, Roma, Teatro Nazionale, 27 giugno 1917;
- La giara, Roma, Teatro Nazionale, 9 luglio 1917;
- Il piacere dell'onestà, Torino, Teatro Carignano, 27 novembre 1917;
- La patente, Torino, Teatro Alfieri, 23 marzo 1918
- Ma non è una cosa seria, Livorno, Teatro Rossini, 22 novembre 1918;
- Il giuoco delle parti, Roma, Teatro Quirino, 6 dicembre 1918;
- L'innesto, Milano, Teatro Manzoni, 29 gennaio 1919;
- L'uomo, la bestia e la virtù, Milano, Teatro Olimpia, 2 maggio 1919;
- Tutto per bene, Roma, Teatro Quirino, 2 marzo 1920;
- Come prima, meglio di prima, Venezia, Teatro Goldoni, 24 marzo 1920;
- La signora Morli, una e due, Roma, Teatro Argentina, 12 novembre 1920.

### Terza fase - Il teatro nel teatro
Nella fase del teatro nel teatro le cose cambiano radicalmente, per Pirandello il teatro deve parlare anche agli occhi e non solo alle orecchie, a tal scopo ripristinerà una tecnica teatrale di Shakespeare, il "palcoscenico multiplo", in cui vi può per esempio essere una casa divisa in cui si vedono varie scene fatte in varie stanze contemporaneamente; inoltre il teatro nel teatro fa sì che si assista al mondo che si trasforma sul palcoscenico. All'interno di questa fase, spicca la trilogia composta da Sei personaggi in cerca d'autore con Ciascuno a suo modo e Questa sera si recita a soggetto.
Pirandello abolisce anche il concetto della quarta parete, cioè la parete trasparente che sta tra attori e pubblico: in questa fase, infatti, Pirandello tende a coinvolgere il pubblico che non è più passivo ma che rispecchia la propria vita in quella agita dagli attori sulla scena.
- Sei personaggi in cerca d'autore, Roma, Teatro Valle, 10 maggio 1921;
- Enrico IV, Milano, Teatro Manzoni, 24 febbraio 1922;
- All'uscita, Roma, Teatro Argentina, 29 settembre 1922;
- L'imbecille, Roma, Teatro Quirino, 10 ottobre 1922;
- Vestire gli ignudi, Roma, Teatro Quirino, 14 novembre 1922;
- L'uomo dal fiore in bocca, Roma, Teatro degli Indipendenti, 21 febbraio 1923;
- La vita che ti diedi, Roma, Teatro Quirino, 12 ottobre 1923;
- L'altro figlio, Roma, Teatro Nazionale, 23 novembre 1923;
- Ciascuno a suo modo, Milano, Teatro dei Filodrammatici, 22 maggio 1924;
- Sagra del Signore della Nave, Roma, Teatro Odescalchi, 4 aprile 1925;
- Diana e la Tuda, Milano, Teatro Eden, 14 gennaio 1927;
- L'amica delle mogli, Roma, Teatro Argentina, 28 aprile 1927;
- Bellavita, Milano, Teatro Eden, 27 maggio 1927;
- O di uno o di nessuno, Torino, Teatro di Torino, 4 novembre 1929;
- Come tu mi vuoi, Milano, Teatro dei Filodrammatici; 18 febbraio 1930;
- Questa sera si recita a soggetto, Torino, Teatro di Torino, 14 aprile 1930;
- Sogno (ma forse no), Lisbona, Teatro Nacional, 22 settembre 1931;
- Trovarsi, Napoli, Teatro dei Fiorentini, 4 novembre 1932;
- Quando si è qualcuno, Buenos Aires, Teatro Odeón, 20 settembre 1933 (in spagnolo);
- La favola del figlio cambiato, Roma, Teatro Reale dell'Opera, 24 marzo 1934;
- Non si sa come, Roma, Teatro Argentina, 13 dicembre 1935.

### Quarta fase - Il teatro dei miti
A questa fase si assegnano solo tre opere della produzione pirandelliana (Trilogia dei miti):
- La nuova colonia;
- Lazzaro;
- I giganti della montagna.

## Saggi
Tra le opere più importanti di Luigi Pirandello ci sono i tre saggi, tutti concatenati tra loro: Arte e coscienza d'oggi, L'azione parlata, e infine Scienza e critica estetica. Il primo, Arte e coscienza d'oggi, è un saggio del 1893 scritto durante una delle sue varie permanenze a Roma. L'opera rappresenta la confusione che, secondo il poeta, si affligge all'interno delle menti dei suoi contemporanei. L'azione parlata è apparso su Il Marzocco il 7 maggio 1899 ed è l'opera in cui il poeta vuole rifarsi all'estetica di Gabriel Séailles, al romanticismo tedesco e alla poetica dell'immedesimazione teorizzata da Capuana. Nel 1900 Pirandello pubblica Scienza e critica estetica, ma nel 1908 presenta una rielaborazione del saggio, con il nuovo titolo di Arte e scienza. All'interno dell'opera si riscontra la visione del poeta per quanto riguarda la vuota forma della ragione, questione già trattata nella prima edizione in cui Pirandello sì riferisce alla psicologia attraverso le visioni di noti personaggi come Max Nordau, Alfred Binet e Gabriel Séailles. Secondo Pirandello scienza e arte non sono inconciliabili, tanto da arrivare a dire: «ogni opera di scienza è scienza e arte, come ogni opera d'arte è arte e scienza».

## Romanzi
Pirandello scrisse sette romanzi:

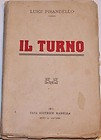
Copertina de Il turno, Edizioni Madella, 1915

- 1901 - L'esclusa, pubblicato a puntate su La Tribuna (poi in volume unico: Milano, Fratelli Treves, 1908).
- 1902 - Il turno, Catania, Niccolò Giannotta Editore.
- 1904 - Il fu Mattia Pascal, Roma, Nuova antologia.
- 1911 - Suo marito, Firenze, Edizioni Quattrini (poi Giustino Roncella nato Boggiolo, in: Tutti i romanzi, Milano, Mondadori, 1941).
- 1913 - I vecchi e i giovani, 2 voll., Milano, Fratelli Treves (nuova versione data alle stampe nel 1931 per i tipi della Mondadori).
- 1916 - Si gira..., Milano, Fratelli Treves (poi Quaderni di Serafino Gubbio operatore, Firenze, R. Bemporad & figlio, 1925).
- 1926 - Uno, nessuno e centomila, Firenze, R. Bemporad & figlio.

## Novelle
Le novelle erano considerate le opere più durature, ma i critici moderni hanno cambiato tale opinione ritenendo le opere teatrali più degne di essere ricordate. Fare distinzione tra i contenuti delle novelle (o i romanzi) e le opere teatrali è difficile, in quanto molte novelle sono state messe in opera a teatro ad esempio: Ciascuno a suo modo deriva dal romanzo Si gira...; Liolà ha il tema preso da un capitolo de Il fu Mattia Pascal; La nuova colonia viene già presentata in Suo marito.
Analizzando le novelle possiamo renderci conto che ciò che manca veramente è una delineazione tematica, una "cornice": infatti sono presenti un crogiolo di personaggi ed eventi.
Il "tempo" in cui le novelle sono ambientate non è definito: infatti alcune si svolgono nell'epoca umbertina, poi giolittiana e del dopo-Giolitti; diversamente accade nelle novelle cosiddette "siciliane", nelle quali il tempo non è fissato, ma è un tempo antico, di una società che non vuole cambiare e che è rimasta ferma.
I "paesaggi" delle novelle sono vari; per quelle dette "siciliane" si ha spesso il tipico paesaggio rurale, anche se in alcune troviamo il tema sociale del contrasto tra le generazioni dovuto all'unità d'Italia. Altro ambiente delle novelle pirandelliane è la Roma umbertina o giolittiana.
I protagonisti sono sempre alla presa con il male di vivere, con il caso e con la morte. Non troviamo mai rappresentanti dell'alta borghesia, ma quelli che potrebbero essere i vicini della porta accanto: sarte, balie, professori, piccoli proprietari di negozi che hanno una vita sconvolta dalla sorte e da drammi familiari.
I personaggi ci vengono presentati così come appaiono, è difficile trovare un'approfondita analisi psicologica. Le fisionomie sono spesso eccentriche, per il sentimento del contrario, hanno un carattere opposto a come si presentano.
I personaggi parlano e ragionano nel presentarsi per come essi sentono di essere, ma alla fine saranno sempre preda del caso, che li farà apparire diversi e cambiati.

### Novelle per un anno
Pirandello è uno dei più grandi scrittori di novelle, dapprima pubblicate su giornali o riviste e poi in varie raccolte. Dal 1922 l'autore decise di riunirle tutte in un unico ciclo intitolato Novelle per un anno, con l'intento di arrivare a scrivere 365 novelle, una per ogni giorno dell'anno. Riuscì però a pubblicare in vita solo i primi 14 volumi dei 24 programmati, più un ulteriore volume uscito poco dopo la sua morte.
- Novelle per un anno, 15 voll., Firenze, Bemporad, 1922-1928; Milano, Mondadori, 1934-1937:

I Scialle nero, Firenze, Bemporad, 1922.
II La vita nuda, Firenze, Bemporad, 1922.
III La rallegrata, Firenze, Bemporad, 1922.
IV L'uomo solo, Firenze, Bemporad, 1922.
V La mosca, Firenze, Bemporad, 1923.
VI In silenzio, Firenze, Bemporad, 1923.
VII Tutt'e tre, Firenze, Bemporad, 1924.
VIII Dal naso al cielo, Firenze, Bemporad, 1925.
IX Donna Mimma, Firenze, Bemporad, 1925.
X Il vecchio Dio, Firenze, Bemporad, 1926.
XI La giara, Firenze, Bemporad, 1927.
XII Il viaggio, Firenze, Bemporad, 1928.
XIII Candelora, Firenze, Bemporad, 1928.
XIV Berecche e la guerra, Milano, Mondadori, 1934.
XV Una giornata, Milano, Mondadori, 1937.
Le novelle rimaste escluse da Novelle per un anno, chiamate a volte novelle estravaganti, vennero poi pubblicate in appendice alle successive edizioni.

## Poesia
Dal 1883 al 1912 si svolge la produzione letteraria di Pirandello meno conosciuta dal grande pubblico, quella delle poesie che, contrariamente alla composizione teatrale, non esprimono alcun tentativo di rinnovamento sperimentale estetico, e seguono piuttosto le forme e i metri tradizionali della lirica classica, pur non rimandando a nessuna delle correnti letterarie presenti al tempo dello scrittore.
Nell'antologia poetica Mal giocondo, pubblicata a Palermo nel 1889, ma la cui prima lirica risale al 1880, quando Pirandello aveva appena tredici anni, emerge uno dei temi dell'ultima estetica pirandelliana del contrasto tra la serena classicità del mito e l'ipocrisia e la immoralità sociale della contemporaneità. Sono presenti, come nota lo stesso Pirandello, anche toni umoristici, specie quelli derivati dal suo soggiorno a Roma.
Le raccolte di poesie sono: 
- Mal giocondo, Palermo, Libreria Internazionale Pedone Lauriel, 1889.
- Pasqua di Gea, Milano, Libreria editrice Galli, 1891 (dedicata a Jenny Schulz-Lander, di cui si innamorò a Bonn, con una chiara influenza della poesia di Carducci).
- Pier Gudrò, 1809-1892, Roma, Voghera, 1894.
- Elegie renane, 1889-90, Roma, Unione Cooperativa Editrice, 1895 (il cui modello sono le Elegie romane di Goethe).
- Elegie romane, traduzione di Johann Wolfgang von Goethe, Livorno, Giusti, 1896.
- Zampogna, Roma, Società Editrice Dante Alighieri, 1901.
- Scamandro, Roma, Tipografica Roma, 1909.
- Fuori di chiave, Genova, Formiggini, 1912.

## Pirandello nel cinema
(Lettera di Pirandello a Marta Abba, 17 maggio 1930)

Pirandello sul set de Il fu Mattia Pascal (1937), con Pierre Blanchar e Isa Miranda

- Il crollo, di Mario Gargiulo (1920).
- Il lume dell'altra casa, di Ugo Gracci (1920).[81]
- Lo scaldino, di Augusto Genina (1920).
- La rosa, di Arnaldo Frateili (1921).
- Il viaggio, di Gennaro Righelli (1921).
- Ma non è una cosa seria, di Augusto Camerini (1921).
- Il fu Mattia Pascal, di Marcel L'Herbier (1926).
- Die Flucht in die Nacht, di Amleto Palermi (1926).
- La canzone dell'amore, di Gennaro Righelli (1930), primo film sonoro italiano è tratto dalla novella In silenzio.
- Liebeslied, di Constantin J. David (1931).
- Come tu mi vuoi (As You Desire Me), di George Fitzmaurice (1932).
- Acciaio, di Walter Ruttmann (1933), soggetto originale di Luigi Pirandello.
- Ma non è una cosa seria, di Mario Camerini (1936).
- Der Mann, der nicht nein sagen kann, di Mario Camerini (1936).
- Pensaci, Giacomino!, di Gennaro Righelli (1936).
- Il fu Mattia Pascal, di Pierre Chenal (1937).
- Terra di nessuno, di Mario Baffico (1939).
- Enrico IV, di Giorgio Pastina (1943).
- This Love of Ours, di William Dieterle (1945).
- Altri tempi - Zibaldone n. 1, di Alessandro Blasetti (1952).
- L'uomo, la bestia e la virtù, di Steno (1953).
- Questa è la vita (1954), di Giorgio Pàstina, Mario Soldati, Luigi Zampa e Aldo Fabrizi, film a episodi.
- Vestire gli ignudi, di Marcello Pagliero (1954).
- Come prima... meglio di prima (Never Say Goodbye), di Jerry Hopper e Douglas Sirk (1956).
- Liolà, di Alessandro Blasetti (1963).
- Il viaggio, di Vittorio De Sica (1974).
- Il turno, di Tonino Cervi (1981).
- Enrico IV, di Marco Bellocchio (1984).
- Kaos, di Paolo e Vittorio Taviani (1984), adattamento da Novelle per un anno.
- Le due vite di Mattia Pascal, di Mario Monicelli (1985).
- Tu ridi, di Paolo e Vittorio Taviani (1998), adattamento da Novelle per un anno.
- La balia, di Bellocchio (1999).
- Chi lo sa? (Va savoir), di Jacques Rivette (2001).
- Ovunque sei, di Michele Placido (2004), ispirato alle novelle All'uscita e L'uomo dal fiore in bocca.
- L'attesa, di Piero Messina (2015), ispirato a La vita che ti diedi.
- La scelta, di Michele Placido (2015), ispirato alla commedia L'innesto.
- Leonora addio, di Paolo Taviani (2022), la cui seconda parte è un adattamento de Il chiodo.
- La stranezza, di Roberto Andò (2022), ispirato a Sei personaggi in cerca d'autore.
- Eterno visionario, di Michele Placido (2024), incentrato sulla vita pubblica e privata dell'autore.

## Pirandello nell'opera lirica
- La favola del figlio cambiato di Gian Francesco Malipiero, 1934.
- Liolà di Giuseppe Mulè, 1935.
- Six Characters in Search of an Author di Hugo Weisgall, 1959.
- Sagra del Signore della Nave di Michele Lizzi, 12 marzo 1971.
- Sogno (ma forse no) di Luciano Chailly, 1975.
- Lars Clenn - Lo straniero di Paolo Rosato, 2008, libretto di Walter Zidarič tratto dalla novella Lontano.

## Opere
- Mal giocondo, Palermo, Libreria Internazionale Pedone Lauriel, 1889.
- A la sorella Anna per le sue nozze, Roma, Tipo-Litografia Miliani e Filosini, 1890.
- Pasqua di Gea, Milano, Libreria editrice Galli, 1891.
- Amori senza amore, Roma, Bontempelli, 1894.
- Pier Gudrò, 1809-1892, Roma, Voghera, 1894.
- Elegie renane, 1889-90, Roma, Unione Cooperativa Editrice, 1895.
- Traduzione di Johann Wolfgang von Goethe, Elegie romane, Livorno, Giusti, 1896.
- Zampogna, Roma, Società Editrice Dante Alighieri, 1901.
- Beffe della morte e della vita, Firenze, Lumachi, 1902.
- Lontano. Novella, in "Nuova Antologia", 1-16 gennaio 1902.
- Quand'ero matto.... Novelle, Torino, Streglio, 1902.
- Il turno, Catania, Giannotta, 1902.
- Beffe della morte e della vita. Seconda serie, Firenze, Lumachi, 1903.
- Notizia letteraria, in "Nuova Antologia", 16 gennaio 1904.
- Dante. Poema lirico di G. A. Costanzo, in "Nuova Antologia", 1904.
- Bianche e nere. Novelle, Torino, Streglio, 1904.
- Il fu Mattia Pascal, Roma, Nuova Antologia, 1904.
- Erma bifronte. Novelle, Milano, Treves, 1906.
- Prefazione a Giovanni Alfredo Cesareo, Francesca da Rimini. Tragedia, Milano, Sandron, 1906.
- Studio preliminare a Alberto Cantoni, L'illustrissimo. Romanzo, Roma, Nuova Antologia, 1906.
- Arte e scienza. Saggi, Roma, Modes, 1908.
- L'esclusa, Milano, Treves, 1908.
- Umorismo, Lanciano, Carabba, 1908.
- Scamandro, Roma, Tipografia Roma, 1909.
- La vita nuda. Novelle, Milano, Treves, 1910.
- Suo marito, Firenze, Quattrini, 1911.
- Fuori di chiave, Genova, Formiggini, 1912.
- Terzetti, Milano, Treves, 1912.
- I vecchi e i giovani, 2 voll., Milano, Treves, 1913.
- Cecè. Commedia in un atto, in "La lettura", n. 10, 1913.
- Le due maschere, Firenze, Quattrini, 1914.
- Erba del nostro orto, Milano, Studio editoriale Lombardo, 1915.
- La trappola. Novelle, Milano, Treves, 1915.
- Se non così.... Commedia in tre atti, in "Nuova Antologia", 1º gennaio 1916.
- Si gira.... Romanzo, Milano, Treves, 1916.
- E domani, lunedì.... Novelle, Milano, Treves, 1917.
- Liolà. Commedia campestre in tre atti, Roma, Formiggini, 1917.
- Se non così. Commedia in tre atti. Con una lettera alla protagonista, Milano, Treves, 1917.
- Un cavallo nella luna. Novelle, Milano, Treves, 1918.
- Maschere nude, 4 voll., Milano, Treves, 1918-1921:

I, Pensaci, Giacomino, Così è (se vi pare), Il piacere dell'onestà, Milano, Treves, 1918.
II, Il giuoco delle parti. In tre atti, Ma non è una cosa seria. Commedia in tre atti, Milano, Treves, 1919.
III, Lumie di Sicilia. Commedia in un atto, Il berretto a sonagli. Commedia in due atti, La patente. Commedia in un atto, Milano, Treves, 1920.
IV, L'innesto. Commedia in tre atti, La ragione degli altri (ex Se non così). Commedia in tre atti, Milano, Treves, 1921.
- Berecche e la guerra, Milano, Facchi, 1919.
- Il carnevale dei morti. Novelle, Firenze, Battistelli, 1919.
- Tu ridi. Novelle, Milano, Treves, 1920.
- Pena di vivere così, Roma, Nuova libreria nazionale, 1920.
- Maschere nude, 31 voll., Firenze, Bemporad, 1920-1929; Milano, Mondadori, 1930-1935:

I, Tutto per bene. Commedia in tre atti, Firenze, Bemporad, 1920.
II, Come prima meglio di prima. Commedia in tre atti, Firenze, Bemporad, 1921.
III, Sei personaggi in cerca d'autore. Commedia da fare, Firenze, Bemporad, 1921.
IV, Enrico IV. Tragedia in tre atti, Firenze, Bemporad, 1922.
V, L'uomo, la bestia e la virtù. Apologo in tre atti, Firenze, Bemporad, 1922.
VI, La signora Morli, una e due. Commedia in tre atti, Firenze, Bemporad, 1922.
VII, Vestire gli ignudi. Commedia in tre atti, Firenze, Bemporad, 1923.
VIII, La vita che ti diedi. Tragedia in tre atti , Firenze, Bemporad, 1924.
IX, Ciascuno a suo modo. Commedia in due o tre atti con intermezzi corali, Firenze, Bemporad, 1924.
X, Pensaci, Giacomino! Commedia in tre atti, Firenze, Bemporad, 1925.
XI, Così è (se vi pare). Parabola in tre atti, Firenze, Bemporad, 1925.
XII, Sagra del signore della nave, L'altro figlio, La giara. Commedie in un atto, Firenze, Bemporad, 1925.
XIII, Il piacere dell'onestà. Commedia in tre atti, Firenze, Bemporad, 1925.
XIV, Il berretto a sonagli. Commedia in due atti, Firenze, Bemporad, 1925.
XV, Il giuoco delle parti. in tre atti, Firenze, Bemporad, 1925.
XVI, Ma non è una cosa seria. Commedia in tre atti, Firenze, Bemporad, 1925.
XVII, L'innesto. Commedia in tre atti, Firenze, Bemporad, 1925.
XVIII, La ragione degli altri. Commedia in tre atti, Firenze, Bemporad, 1925.
XIX, L'imbecille, Lumie di Sicilia, Cecè, La patente. commedie in un atto, Firenze, Bemporad, 1926.
XX, All'uscita. Mistero profano, Il dovere del medico. Un atto, La morsa. Epilogo in un atto, L'uomo dal fiore in bocca. Dialogo, Firenze, Bemporad, 1926.
XXI, Diana e la Tuda. Tragedia in tre atti, Firenze, Bemporad, 1927.
XXII, L'amica delle mogli. Commedia in tre atti, Firenze, Bemporad, 1927.
XXIII, La nuova colonia. Mito. Prologo e tre atti, Firenze, Bemporad, 1928.
XXIV, Liolà. Commedia campestre in tre atti, Firenze, Bemporad, 1928.
XXV, O di uno o di nessuno. Commedia in tre atti, Firenze, Bemporad, 1929.
XXVI, Lazzaro. Mito in tre atti, Milano-Roma, Mondadori, 1930.
XXVII, Questa sera si recita a soggetto, Milano-Roma, Mondadori, 1930.
XXVIII, Come tu mi vuoi. Tre atti, Milano-Roma, Mondadori, 1930.
XXIX, Trovarsi. Tre atti, Milano-Roma, Mondadori, 1932.
XXX, Quando si è qualcuno. Rappresentazione in tre atti, Milano, Mondadori, 1933.
XXXI, Non si sa come. Dramma in tre atti, Milano, Mondadori, 1935.
- Novelle per un anno, 15 voll., Firenze, Bemporad, 1922-1928; Milano, Mondadori, 1934-1937:

I, Scialle nero, Firenze, Bemporad, 1922.
II, La vita nuda, Firenze, Bemporad, 1922.
III, La rallegrata, Firenze, Bemporad, 1922.
IV, L'uomo solo, Firenze, Bemporad, 1922.
V, La mosca, Firenze, Bemporad, 1923.
VI, In silenzio, Firenze, Bemporad, 1923.
VII, Tutt'e tre, Firenze, Bemporad, 1924.
VIII, Dal naso al cielo, Firenze, Bemporad, 1925.
IX, Donna Mimma, Firenze, Bemporad, 1925.
X, Il vecchio Dio, Firenze, Bemporad, 1926.
XI, La giara, Firenze, Bemporad, 1927.
XII, Il viaggio, Firenze, Bemporad, 1928.
XIII, Candelora, Firenze, Bemporad, 1928.
XIV, Berecche e la guerra, Milano, Mondadori, 1934.
XV, Una giornata, Milano, Mondadori, 1937.
- Teatro dialettale siciliano, VII, 'A vilanza, Cappiddazzu paga tuttu, con Nino Martoglio, Catania, Giannotta, 1922.
- Prefazione a Nino Martoglio, Centona. Raccolta completa di poesie siciliane con l'aggiunta di alcuni componimenti inediti, Catania, Giannotta, 1924.
- Quaderni di Serafino Gubbio operatore, Firenze, Bemporad, 1925.
- Uno, nessuno e centomila, Firenze, Bemporad, 1926.
- Prefazione a Ezio Levi, Lope de Vega e l'Italia, Firenze, Sansoni, 1935.
- Introduzione a Silvio D'Amico (a cura di), Storia del teatro italiano, Milano, Bompiani, 1936.
- In un momento come questo, in "Nuova Antologia", 1º gennaio 1936.
- Giustino Roncella nato Boggiolo, in Tutti i romanzi, Milano, Mondadori, 1941.
- 'U Ciclopu. Dal dramma satiresco “Il Ciclope” di Euripide, testo inedito con introduzione di Antonino Pagliaro, Firenze, Le Monnier, 1967.
- Tutti i romanzi, 2 voll., Milano, A. Mondadori, 1973.
- Novelle per un anno, 3 voll. in 6 tomi, Milano, A. Mondadori, 1985.
- Maschere nude, 4 voll., Milano, A. Mondadori, 1986.
- Lettere a Marta Abba, Milano, A. Mondadori, 1995. ISBN 88-04-39379-3.[82]
- Saggi e interventi, Milano, A. Mondadori, 2006. ISBN 88-04-54480-5.[83]

## Edizione nazionale delle opere
Il 15 novembre 2016 il Ministero per i beni e le attività culturali e per il turismo con il DM 522 ha istituito l'Edizione nazionale dell'opera omnia di Luigi Pirandello.

## Intitolazioni
A Luigi Pirandello è stato dedicato l'asteroide 12369 Pirandello.